# Sharisse Baker-Bernard
Sharisse Baker-Bernard, geborene Sharisse Baker (* vor 1983) ist eine US-amerikanische Schauspielerin.

## Leben
Baker-Bernard hatte 1983 ihre ersten beiden Filmauftritte als Ruth in Anthony Pages Fernsehfilm Bill: On His Own und als Lee Anne in James L. Brooks’ Drama Zeit der Zärtlichkeit. Sie spielte in einigen weiteren Filmen, so etwa im Jahr 2000 als Det. Monica Ricci in Mark L. Lesters Thriller Whitmans Rückkehr, 2002 als FBI-Agentin Julia Gates in Dustin Rikerts Horrorthriller Essence of Echoes und 2007 als Hild in Robert Zemeckis’ Fantasyfilm Die Legende von Beowulf. Zu den Fernsehserien, in denen sie Gastauftritte hatte, gehören Walker, Texas Ranger (1995), Nash Bridges (1997) und Star Trek: Raumschiff Voyager (2000).
1999 heiratete sie den Schauspieler Carlos Bernard, mit dem sie eine im August 2003 geborene Tochter hat.

## Filmografie

### Filme
- 1983: Bill: On His Own (Fernsehfilm)
- 1983: Zeit der Zärtlichkeit (Terms of Endearment)
- 1984: Mit Challenger One in All (The Sky's No Limit, Fernsehfilm)
- 1998: Alles nur Sex (Some Girl)
- 1998: Das große Inferno (Inferno, Fernsehfilm)
- 1998: The Birth of Jesus
- 2000: Mars and Beyond (Kurzfilm)
- 2000: Whitmans Rückkehr (Blowback)
- 2002: Essence of Echoes
- 2007: Die Legende von Beowulf (Beowulf)
- 2015: Beautiful & Twisted (Fernsehfilm)

### Fernsehserien
- 1993: Tropical Heat (Sweating Bullets, eine Folge)
- 1995: Walker, Texas Ranger (eine Folge)
- 1996: Maybe This Time (eine Folge)
- 1997: Beziehungsweise (Relativity, eine Folge)
- 1997: Viper (eine Folge)
- 1997: Nash Bridges (eine Folge)
- 1998: Arli$$ (eine Folge)
- 1999: Crusade (eine Folge)
- 2000: Star Trek: Raumschiff Voyager (Star Trek: Voyager, eine Folge)
- 2001: General Hospital (eine Folge)
- 2002: So Little Time (eine Folge)
- 2005: Criminal Minds (eine Folge)
- 2007: 12 Miles of Bad Road (eine Folge)
- 2014: Trophy Wife (eine Folge)
- 2015: Scream (eine Folge)
- 2016: Scandal (eine Folge)